# 古池信三
古池 信三（こいけ しんぞう、1903年（明治36年）4月3日 – 1983年（昭和58年）10月7日）は、昭和期の日本の政治家、官僚。位階は正三位。郵政大臣、国際電信電話（KDD、現KDDI）会長及び社長。

## 来歴
岐阜県大野郡高山町（現高山市）に生まれた。
広瀬末吉の二男。古池喜代次郎の養子となった。古池家は清和源氏村上氏流の庶流で、美濃国恵那郡を本拠としていた一族だといわれている。
旧制斐太中学校（現岐阜県立斐太高等学校）、第一高等学校を経て、1928年、東京帝国大学法学部政治学科を卒業し、逓信省に入省する。京都中央電話局加入課長、簡易保険局弁済課長、名古屋逓信局庶務課長、広島逓信局規画課長、電気局検査課長、電力管理準備局評価課長、電気庁第一部監督課長、官房総務課長、総務局需品課長、運輸省官房会計秘書各課長、札幌逓信局長、商工省電力局長、名古屋商工局長などを歴任。
1950年、同郷で面識のあった大野伴睦の勧めにより、名古屋通産局長を退任し、第2回参議院議員通常選挙に自由党から岐阜選挙区にて立候補し当選を果たす。以後当選4回。通産政務次官、参院法務委員長を経て、1963年、第2次池田第3次改造内閣にて郵政大臣となる。在任中は日米相互間のテレビ衛星中継を実現させ、また太平洋横断ケーブルを開通させた。
その後は参院予算委員長、自由民主党参院議員副会長、党両院議員総会長などを歴任し、1974年財界出身の藤井丙午に選挙区を譲り政界を引退する。1975年よりKDD会長を務めるが、1979年にKDD事件が発生すると、板野学社長の引責辞任を受けて社長を兼任、事態収拾に尽力し、1980年に社長及び会長を退任、顧問となる。
1974年春の叙勲で勲一等旭日大綬章受章（勲四等からの昇叙）、高山市名誉市民。
1983年10月7日、心筋梗塞のため死去、80歳。死没日をもって正五位から正三位に叙され、銀杯一組を賜った。

## 人物
趣味は謡曲、散歩。宗教は仏教。住所は広島市牛田本町、東京目黒区自由が丘、神奈川県鎌倉市扇ガ谷。

## 家族・親族
古池家
- 父・喜代次郎[1][2][3]
- 妻・智恵子（1907年 - ?、東京、山口俊太郎の五女）[1][2][3]
- 長女（1930年 - ）[1][2][3]